# Idoia Sagastizabal Unzetabarrenetxea
Idoia Sagastizabal Unzetabarrenetxea (Eibar, 22 de setembre de 1972) és una política basca membre del Partit Nacionalista Basc. És diputada per Biscaia des del 30 de novembre de 2016 per a la XII Legislatura Espanyola.
Idoia Sagastizabal és llicenciada en Dret i compta amb un MBA. És tècnic en treball i promoció econòmica. Es declara com una lectora assídua. Parla castellà i basc.
El 30 de novembre de 2016 va ser elegida diputada per Biscaia al Congrés dels Diputats per reemplaçar Pedro Azpiazu, nomenat conseller d'Hisenda i Economia del Govern Basc. Va ser donada d'alta el 13 de desembre d'eixe mateix any. També és regidora d'Hisenda i Desenvolupament Econòmic de l'Ajuntament de Lekeitio.